# Aedes atropalpus
La zanzara Aedes atropalpus (Coquillet) è un insetto della famiglia dei Culicidae (Diptera: Culicomorpha).
È dimostrato come con le sue punture possa trasmettere diversi virus tra cui il Virus dell'encefalite di La Crosse ed il Virus del Nilo occidentale (virus WNV).
L'area di origine è rappresentata dalle regioni orientali del Nord America.
La sua presenza è stata inoltre dimostrata in Europa in Francia, Italia e Paesi Bassi.
L'importazione sembrerebbe essere avvenuta a causa del commercio di materiale di scarto di pneumatici.
È morfologicamente simile alle specie Aedes aegypti, Aedes albopictus e Aedes japonicus ma si distingue per la presenza di due strisce laterali chiare su fondo scuro sulla parte dorsale del torace (scuto).